# ラッシュドゥーニー
R・J・ラッシュドゥーニー（Rousas John Rushdoony、1916年4月25日 –2001年 2月8日）は、カルヴァン主義の哲学者、歴史家、神学者。広くキリスト教再建主義と現代ホームスクール運動の父と認められている。多くの著書は、キリスト教右派に多大な影響を及ぼした。

## 生涯
ニューヨークにアルメニア系移民の子供として生まれた。彼の両親は1915年のアルメニアの大虐殺から逃れた。それまでおよそ2000年の間、彼の先祖はアララト山の近くに住んでいた。320年からすべての世代がキリスト教の司祭、牧師だったと言われている。アメリカに到着してから彼の父親はアルメニア系の長老教会を設立した。
カリフォルニア大学バークレー校を卒業し、USA長老教会で牧師按手を受けた。
アメリカ先住民の宣教師の時から著述活動を開始。最初の本は1959年に出版された。1960年代初期に彼はホームスクーリングの権利を弁護するために出廷する活動を行った。
1965年にロサンゼルスに転居。同年カルケドン財団を設立した。
1971年に小冊子「中絶は殺人である」を書き、さらに1973年出版された『聖書律法綱要』の中で、中絶は古代ローマにおけるキリスト教と異教との対決の再来であるとした。
ラッシュドゥーニーは反共産主義グループとの関わりを持ち、キリスト教再建主義の多くの者がそのメンバーであった。彼は生涯、共産主義に反対した。

## 著書
- 『聖書律法綱要』富井健訳 福音総合研究所刊